# Paratelmatobiinae
Paratelmatobiinae Ohler and Dubois, 2012 è una sottofamiglia di anfibi dell'ordine degli Anuri.

## Distribuzione
Le specie di questa sottofamiglia sono diffuse nel sud del Brasile.

## Tassonomia
La sottofamiglia comprende 14 specie raggruppate in 4 generi:
- Crossodactylodes Cochran, 1938 (5 spp.)
- Paratelmatobius Lutz and Carvalho, 1958 (7 spp.)
- Rupirana Heyer, 1999 (1 sp.)
- Scythrophrys Lynch, 1971 (1 sp.)